# Maskiningeniør
Maskiningeniører er beskæftiget inden for tekniske områder, som blandt omfatter produktudvikling, konstruktion, kvalitetsteknik, produktion, projektledelse og andre ledelsesopgaver.
I Danmark uddannes maskiningeniørerne på tekniske universiteter og højskoler hvor der kan erhverves henholdsvis master- og bachelorgrader (civil- og diplomingeniører).
| Job | Spire Denne artikel om et job eller en stillingsbetegnelse er en spire som bør udbygges. Du er velkommen til at hjælpe Wikipedia ved at udvide den. |